# 小灯心草
小灯心草（学名：Juncus bufonius）是灯心草科灯心草属的植物。分布在美洲、俄罗斯、日本、朝鲜、欧洲以及中国大陆的东北、西南、华东、华北、西北等地，生长于海拔160米至3,200米的地区，多生于河边、湖岸、湿草地以及沼泽地，目前尚未由人工引种栽培。